# 猶太戰鬥組織

猶太戰鬥組織的旗幟

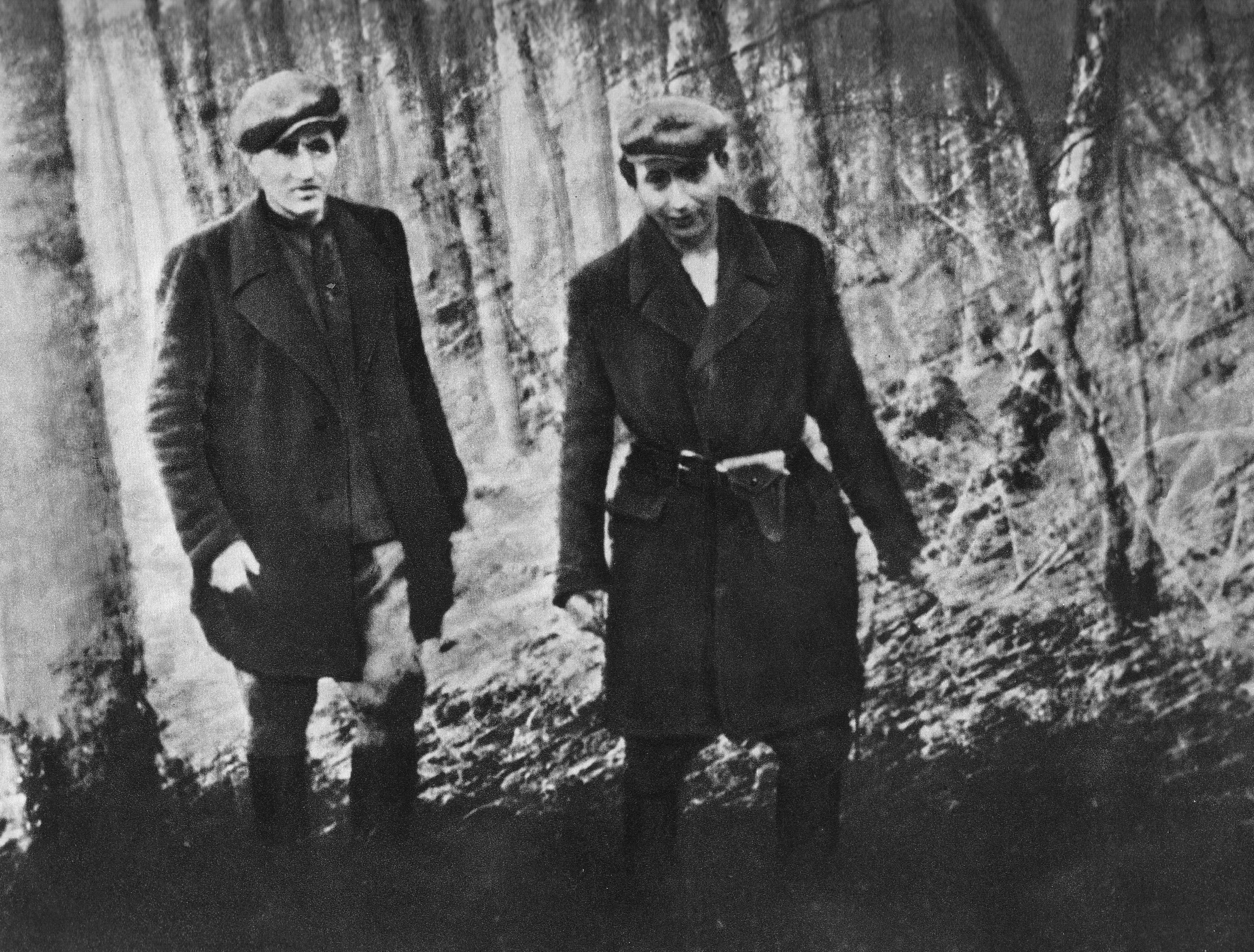
猶太戰鬥組織成員Jan Bilak与Jakub Putermilch。兩人後來也參與华沙起义

猶太戰鬥組織是波蘭猶太民族對抗猶太人大屠殺行動的秘密戰鬥組織，也是二次大戰期間猶太武裝抵抗運動中最知名的一支，其武力來自波蘭救國軍及人民保衛隊（Gwardia Ludowa）。政治上，波蘭政府代表團與波蘭工黨都承認猶太戰鬥組織為猶太區裡的猶太民族戰鬥組織。
猶太戰鬥組織在政治上隸屬於1942年10月15日設立的國家猶太委員會，間接屬於波蘭政府代表團。其主要活動為在猶太區內建立崩得（Bund），在區內進行徵收，包括搶奪猶太委員會（Judenratu）財庫及猶太區銀行，好取得購買所須武器之金錢。該組織將武器運入區內囤積，大肆宣傳抵抗理念，對抗潛入抵抗行動中的通敵猶太成員（「十三號」和「火炬組」„Trzynastka” i organizacja „Żagiew”），將親敵或通敵分子肅清處死（如猶太警察副指揮官Jakuba Lejkin）。不久，這個地下組織便從猶太委員會手中接過權力，實質統治猶太區。1943年1月，猶太戰鬥組織移除了猶太區內的反動勢力，甚至逼退了當時的德國人。（希姆莱親自下令的大遣送行動，也在當時遭到中斷。）